# Quinty Ton
Quinty Ton (Tiel, 4 augustus 1998) is een wielrenster en marathonschaatsster.

## Carrière
Ze fietste oorspronkelijk in de zomer als training voor het marathonschaatsen, maar in 2019 heeft ze dit omgedraaid, en is het schaatsen een wintertraining voor het fietsen geworden.
In 2019, haar eerste jaar bij de UCI-elite, was Ton de strijdlustigste renner in de tweede etappe van de Boels Ladies Tour 2019. Van 2019 tot en met 2021 reed ze bij Biehler Krush Pro Cycling en sinds 2022 voor de Nederlandse wielerploeg Liv Racing TeqFind.

## Resultaten in voornaamste wedstrijden
| Jaar | Ronde van Italië | Ronde van Frankrijk | Ronde van Spanje |
| ---- | ---------------- | ------------------- | ---------------- |
| 2019 |                  |                     |                  |
| 2020 |                  |                     | opgave           |
| 2021 |                  |                     |                  |
| 2022 | opgave           |                     | 55e              |
| 2023 | 50e              |                     | 57e              |
| 2024 |                  | 64e                 |                  |
| 2025 | 69e              |                     |                  |

| Jaar | Milaan-San Remo | Gent-Wevelgem | Ronde van Vlaanderen | Parijs-Roubaix | Amstel Gold Race | Luik-Bast.‑Luik |
| ---- | --------------- | ------------- | -------------------- | -------------- | ---------------- | --------------- |
| 2019 |                 | opgave        |                      |                |                  |                 |
| 2020 |                 |               |                      |                |                  |                 |
| 2021 |                 |               |                      |                | 43e              |                 |
| 2022 |                 |               |                      |                |                  |                 |
| 2023 |                 | 26e           | 31e                  |                | 29e              | 34e             |
| 2024 |                 |               |                      |                |                  |                 |
| 2025 | 101e            | 17e           | 25e                  | 43e            | 9e               |                 |

## Ploegen
- 2019 –  Biehler Pro Cycling
- 2020 –  Biehler Krush Pro Cycling
- 2021 –  Grant Thornton Krush Tunap
- 2022 –  Liv Racing Xstra
- 2023 –  Liv Racing TeqFind
- 2024 –  Liv AlUla Jayco
- 2025 –  Liv AlUla Jayco

Barbieri · Buurman · de Jong(vanaf 1/6) · Demey · van der Hulst · Jackson · Jaskulska · Korevaar · McGowan · Neumanová · Ragusa · Smulders · Stultiens · Ton
Andersson · Barbieri · Buurman · Demey · García · van der Hulst · Jaskulska · de Jong · Korevaar · McGowan · Neumanová · Ragusa · Smulders · Stultiens · Ton
Andersson · Baker · Campbell · García · Gåskjenn · Howe · Korevaar · Manly · Pate · Paternoster · Roseman-Gannon · Smulders · Ton · Trevisi · Wyllie · Žigart
Andersson · Baker · García · van der Hulst · Korevaar · Pate · Paternoster · Roseman-Gannon · Smulders · Talbot · Ton · Trevisi · Trinca Colonel · Wyllie